# Walenty Starczakow
 Walenty Starczakow (ur. 6 października 1906 w Tbilisi, zm. 2 grudnia 1999) – naukowiec pracujący w dyscyplinie nauk technicznych o specjalności przekładniki elektryczne i materiałoznawstwo elektrotechniczne.

## Życiorys
Syn Jerzego. Od czasów rewolucji październikowej zamieszkał z rodzicami w Warszawie, gdzie ukończył gimnazjum, szkołę średnią i studia na Wydziale Elektrycznym Politechniki Warszawskiej – w 1935 roku. Po studiach pracował w warszawskiej fabryce aparatury elektrycznej K. Szpotański i s-ka, pod kierunkiem profesora Stanisława Szpora.
W październiku 1945 roku rozpoczął pracę na Wydziale Elektrycznym Politechniki Łódzkiej w Katedrze Podstaw Elektrotechniki na stanowiskach kolejno: starszego asystenta, adiunkta i docenta.
W okresie od 1 października 1957 do 30 września 1971 kierował Katedrą Elektrotechniki Ogólnej. Dzięki niemu Katedra ta stała się cenionym ośrodkiem naukowym, zajmującym się przekładnikami. Jest autorem wielu publikacji z dziedziny przekładników, twórcą polskiej szkoły przekładnikowej. 24 kwietnia 1967 otrzymał tytuł profesora nadzwyczajnego nauk technicznych. Był prodziekanem ds. nauki Wydziału Elektrycznego, a w latach 1971–1975 – dyrektorem Instytutu Podstaw Elektrotechniki. Wypromował wielu doktorów nauk technicznych.
Za swoją działalność naukową i dydaktyczną został nagrodzony nagrodą Ministra Oświaty i Szkolnictwa Wyższego II stopnia (1970) oraz nagrodami Rektora PŁ.
Zmarł 2 grudnia 1999, pochowany dnia 7 grudnia 1999 na Starym Cmentarzu w Łodzi.

## Publikacje
- Przekładniki, PWN Warszawa 1954 (I wydanie), PWT Warszawa 1959 (II wydanie).
- Budowa przekładników, Łódź 1967.
- Materiałoznawstwo elektryczne, PWN Łódź 1952 (l wydanie), PWN Łódź 1962 (II wydanie).

Źródło: Prof. Walenty Starczakow (1906–1999)

## Ordery i odznaczenia
- Krzyż Kawalerski Orderu Odrodzenia Polski[4]
- Złoty Krzyż Zasługi[4]
- Srebrny Krzyż zasługi (29 września 1955)[1]
- Medal 10-lecia Polski Ludowej (15 stycznia 1955)[5]
- Odznaka tytułu honorowego „Zasłużony Nauczyciel Polskiej Rzeczypospolitej Ludowej”[4]